# Chisa
Chisà o Chisano (in corso Chisà /kiˈza/) è un comune francese di 100 abitanti situato nel dipartimento dell'Alta Corsica nella regione della Corsica.

## Società

### Evoluzione demografica
Abitanti censiti